# متیلوویتسه
متیلوویتسه (به چکی: Metylovice) یک منطقهٔ مسکونی در جمهوری چک است که در ناحیه فریدک-میستک واقع شده‌است. متیلوویتسه ۱۱٫۱۴ کیلومتر مربع مساحت و ۱٬۵۶۸ نفر جمعیت دارد و ۳۷۰ متر بالاتر از سطح دریا واقع شده‌است.